# Pteronymia olimba
Pteronymia olimba är en fjärilsart som beskrevs av Richard Haensch 1905. Pteronymia olimba ingår i släktet Pteronymia och familjen praktfjärilar. Inga underarter finns listade.